# HK Kranjska Gora
Hokejski klub Kranjska Gora je nekdanji slovenski hokejski klub iz Kranjske Gorea, ki je bil ustanovljen leta 1961, propadel pa leta 2006. Že takoj je začel dosegati dobre rezultate v jugoslovanski ligi, v sezoni 1966/67 drugo mesto, v sezonah 1964/65 in 1967/68 pa tretje. Kljub začetnim uspehom je klub zašel v finančne težave, zato je postal mladinski klub za HK Jesenice, posledično pa so v njem svoje članske kariere začeli mnogi najboljši slovenski hokejisti. Leta 2006, ko je matični klub HK Jesenice zašel v finančne težave, je HK Kranjska Gora propadel.

## Znameniti hokejisti
Glej tudi Kategorija:Hokejisti HK Kranjska gora.
- Rudi Hiti
- Tom Jug
- Anže Kopitar
- Murajica Pajič
- Rok Pajič
- Andrej Razinger
- David Rodman
- Marko Smolej
- Zvone Šuvak
- Toni Tišlar